# Aulus Caecina Alienus
Aulus Caecina Alienus, född omkring 40 e.Kr. i Vicetia, död omkring 79 e.Kr., var en romersk politiker och fältherre. 
Caecina Alienus var underbefälhavare hos ståthållaren över övre Germanien, Vitellius, när denne, utropad till kejsare, tågade mot Rom för att störta kejsar Otho. Jämte Valens, Vitellius andre underbefälhavare, vann Caecina Alienus 69 e.Kr. vid Bedriacum (i norra Italien) en seger, som bröt Othos makt. Han blev jämte Valens consul suffectus. Sedermera skickades han mot Vespasianus, Vitellius motkejsare, men visade sig förrädisk och avsattes samt ställdes under bevakning. Vespasianus visade honom mycken ynnest, men då han omkring 79 e.Kr. befanns delaktig i en sammansvärjning mot denne, blev han på Titus befallning dödad.